# 1837 في فرنسا
فيما يلي قوائم الأحداث التي وقعت خلال عام 1837 في فرنسا.

## سياسة

### تعيين في المنصب
- 1 يناير – كلود بوييي نائب فرنسي.
- 18 ديسمبر – فرانسوا جيزو نائب فرنسي.

### انتهاء فترة المنصب
- 3 أكتوبر – فرانسوا جيزو نائب فرنسي.

## كتب
من الكتب التي صدرت هذه السنة في فرنسا:
- 1 يناير – أوهام مفقودة من تأليف أونوريه دي بلزاك.

## مواليد

### يناير
- 17 يناير – فرنسوا لونرمان

### مارس
- 7 مارس – أونيسيم ريكلوس جغرافي فرنسي.

### أبريل
- 29 أبريل – جورج إرنست بوولنجر

### يوليو
- 29 يوليو – لويس تيرمان سياسي فرنسي.

### أغسطس
- 11 أغسطس – سعدي كارنو
- 31 أغسطس – إدوارد ستيفان عالم فلك فرنسي.

## وفيات

### مارس
- 18 مارس – دومينيكو دوفور (مواليد 1759)

### أبريل
- 4 أبريل – لويس سباستيان لينورماند (مواليد 1757) فيزيائي فرنسي.

### أكتوبر
- 5 أكتوبر – أورتينس دي بوارنيه (مواليد 1783) ملكة هولندا القرينة.
- 10 أكتوبر – شارل فورييه (مواليد 1772)
- 12 أكتوبر – شارل-ماري دينيس دامريمون (مواليد 1783)